# Chaîne d'Allardyce
La chaîne d’Allardyce est la principale chaîne montagneuse de la Géorgie du Sud, au sud de la baie de Cumberland. Elle a été nommée en 1915, en l'honneur de Sir William Lamond Allardyce, gouverneur des îles Malouines de 1904 à 1914. Les deux sommets principaux sont le mont Paget (2 934 m) et le mont Sugartop (2 325 m).